# Jens Reynders
Pour les articles homonymes, voir Reynders.
Jens Reynders, né le 25 mai 1998 à Tongres, est un coureur cycliste belge.

## Biographie
En 2016, Jens Reynders termine notamment troisième d'une étape et dixième du Trophée Centre Morbihan, manche de la Coupe des Nations juniors. 
Il fait ses débuts espoirs en 2017 au sein de l'équipe continentale luxembourgeoise Leopard,. Vainqueur d'une épreuve régionale à Walhain, il prend également la septième place de la Flèche du port d'Anvers. Il est cependant contraint de stopper sa saison dès le mois d'août, en raison d'une mononucléose. En 2018, il est notamment vice-champion de Belgique espoirs, seulement battu au sprint par son compatriote Gerben Thijssen.
Pour la saison 2019, il fait le choix de rejoindre l'équipe espoirs de Wallonie Bruxelles. Avec elle, il remporte le Grand Prix Alfred Gadenne (interclubs) ainsi que deux étapes et le classement par points du Triptyque ardennais. Au niveau international, il se révèle être un bon coureur de classiques en terminant troisième de Gand-Wevelgem espoirs et de Paris-Roubaix espoirs.
Après la saison 2023 passée avec  Israël-Premier Tech qui ne renouvelle pas son contrat, le Belge rejoint finalement l’équipe Bingoal WB Devo Team.

## Palmarès et résultats

### Palmarès par année
- 2014

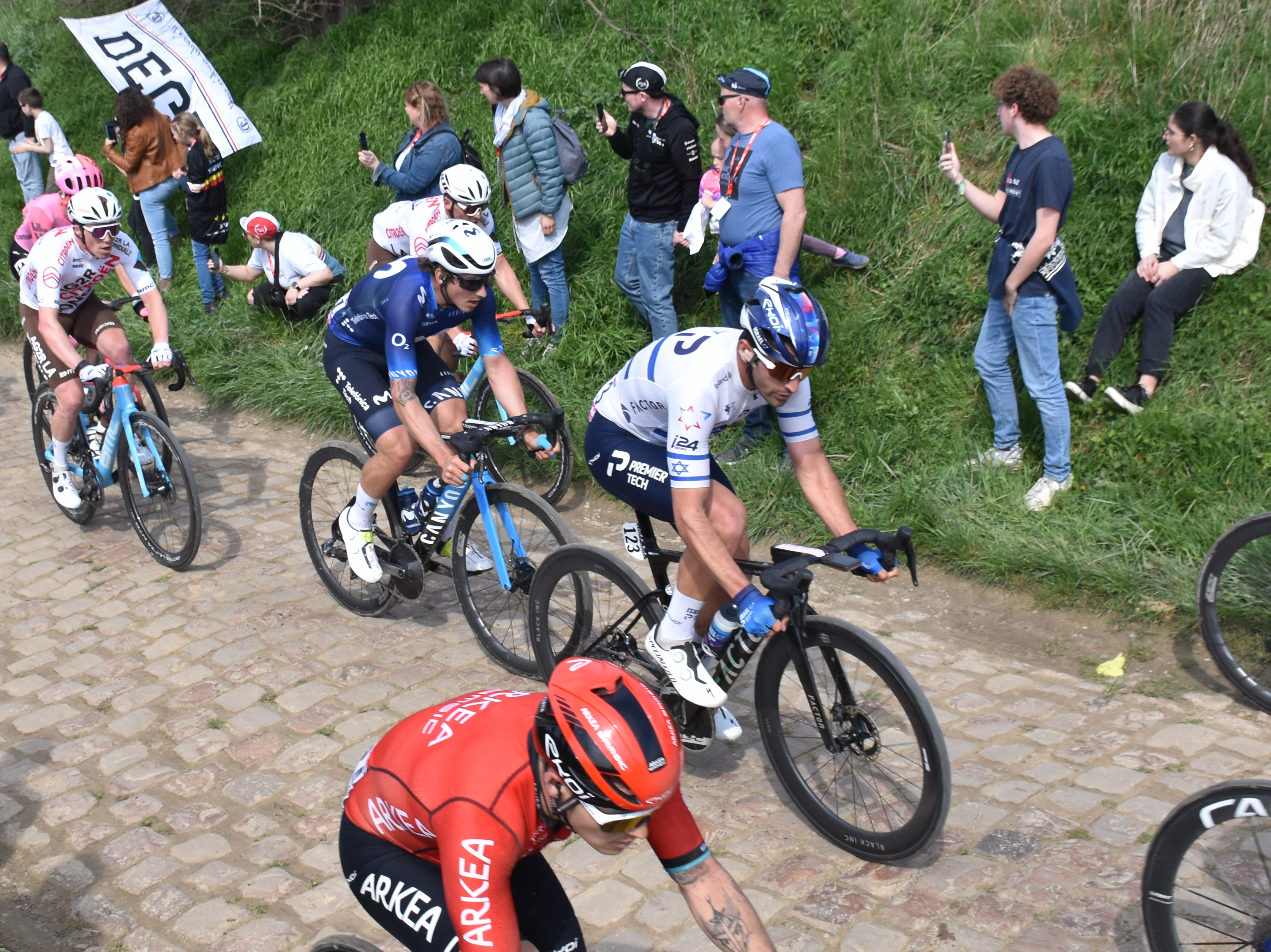
Paris-Roubaix 2023 - Secteur pavé de Quiévy à Saint-Python - N° 123 Jens Reynders.

  - 2e du championnat de Belgique du contre-la-montre débutants
- 2015
  - 2ea étape d'Aubel-Thimister-La Gleize (contre-la-montre par équipes)
- 2018
  - Grand Prix OST Manufaktur
  - 2e du championnat de Belgique sur route espoirs
- 2019
  - Grand Prix de la ville de Pérenchies
  - Grand Prix Alfred Gadenne
  - 1re et 2e étapes du Triptyque ardennais
  - 3e de Gand-Wevelgem espoirs
  - 3e de Paris-Roubaix espoirs
- 2021
  - Grand Prix Beeckman-De Caluwé
- 2024
  - 3e de la Bordes Izegem Koers

### Classements mondiaux
| Année                                 | 2017  | 2018  | 2019 | 2020 | 2021 | 2022 | 2023 | 2024 |
| ------------------------------------- | ----- | ----- | ---- | ---- | ---- | ---- | ---- | ---- |
| Classement mondial                    | 2379e | 1190e | 768e | nc   | 300e | 708e | 651e | 843e |
| UCI Europe Tour                       | 1540e | 742e  | 559e | nc   | 253e | 545e | nc   | nc   |
|                                       |       |       |      |      |      |      |      |      |
| Légende : nc = non classéSource : UCI |       |       |      |      |      |      |      |      |